# Hans-André Stamm
Hans-André Stamm (1958, Leverkusen, Alemania) es un compositor y organista alemán.

## Biografía
Nació en 1958 en Leverkusen, en la entonces Alemania Occidental. Comenzó sus estudios de piano y órgano a la edad de siete años. A los once años de edad emprendió una gira por Alemania y algunos países como un virtuoso del órgano. Su primera grabación fue editada cuando tenía trece años, y al cumplir los dieciséis dio un recital en la catedral de Notre Dame en París. Entre 1973 y 1976 estudió órgano en el Conservatorio de Lieja, Bélgica, con Hubert Schoonbroodt. Tras haber obtenido el Premio Prix Avec y el "Diploma Superior" (1976) se graduó en la Universidad de Música y Medios Robert-Schumann de Düsseldorf.

## Composiciones
- Das Sternenkind, ópera basada en el cuento «El niño estrella» de Oscar Wilde.
- Konzert für Orgel und Orchester.
- Vier Stücke für Flöte und Orgel.
- Orgelvariationen zur Weihnachtszeit.
- Concertino für Flöte, Violine und Klavier.
- Suite für Flöte, Viola (Violoncello) und Klavier.
- Acht lyrische Stücke für Flöte und Klavier.
- Tales from Erin - die schönsten irischen Melodien.
- Die Zaubertruhe